# Cola cordifolia
Cola cordifolia là một loài thực vật có hoa trong họ Cẩm quỳ. Loài này được (Cav.) R.Br. mô tả khoa học đầu tiên năm 1844.